# 堀庭園
堀庭園（ほりていえん）は、島根県鹿足郡津和野町にある日本庭園。国の名勝に指定されている。

## 概要
銀、銅が産出したこの地域を徳川幕府は天領に指定する。堀家は大森代官の下、銅山年寄役を代々勤める。
1987年に第15代藤十郎が作庭。堀家の裏山を借景とし、数寄屋造りの客殿「楽山荘」があり、庭には十三重の塔、雪見灯篭や滝といった見事な景観を作り出している。
10月下旬から11月中旬には裏山のもみじ、楓が見事に色づく。

## 利用情報
- 住所：島根県鹿足郡津和野町邑輝795
- 入場料：大人500円、中学生300円、小学生200円
- 駐車場：30台　バス7台

## アクセス
- JR西日本　津和野駅から石見交通バス「奥ヶ野行き」25分「堀庭園前」下車

- 中国自動車道六日市ICを降りて島根県道187号を経由し国道9号を通り島根県道17号を北へ約1時間。

または小郡ICから、国道9号を経由し、島根県道17号を北へ約1時間。